# DIN

Логотип DIN

DIN (абревіатура від нім. Deutsches Institut für Normung eV — «німецький інститут зі стандартизації») — німецька національна організація зі стандартизації, комітет-член Німеччини в ISO. Зараз існує близько 30 тисяч стандартів DIN, що регламентують всі технологічні області.
Головним завданням DIN є розробка нормативно-технічної документації (стандарти, технічні умови, правила тощо). Для цієї мети DIN організовує роботу 26 тис. експертів із різних галузей науки і техніки. Його членами є підприємства, спілки, державні організації, торговельні фірми і наукові інститути. Згідно з угодою, укладеною між DIN і урядом ФРН, DIN є провідною німецькою національною організацією зі стандартизації та представляє інтереси Німеччини в цій галузі на міжнародному рівні. Інтенсивна робота німецьких експертів у сфері міжнародної стандартизації та нормування зробила DIN одним із загальновизнаних світових лідерів із розробки стандартів та інших нормативних документів. Всього в DIN входять 74 нормативних комітети, що займаються розробкою стандартів та іншої документації.

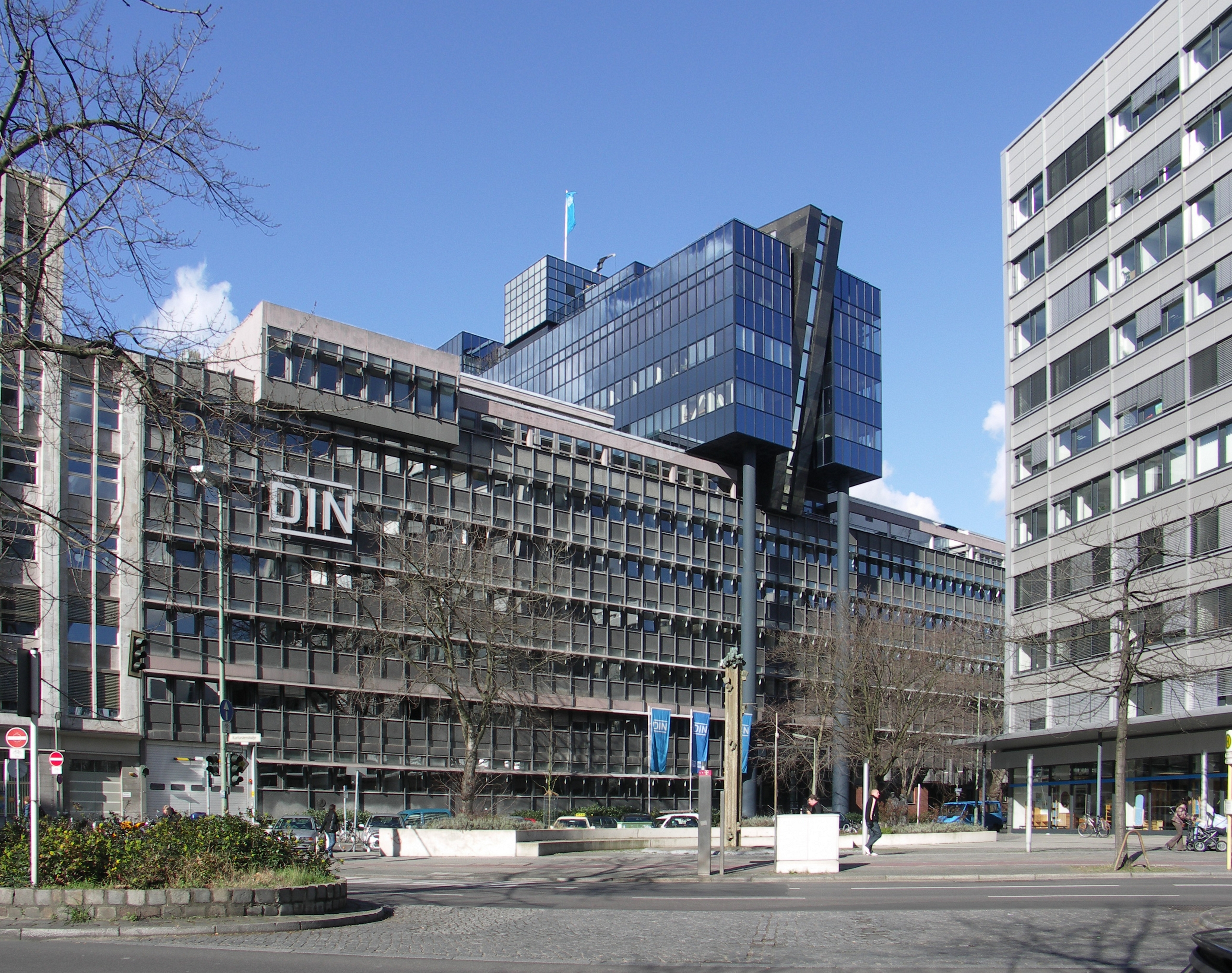
Штаб-квартира в Берліні

DIN є членом таких міжнародних організацій, як ISO (Міжнародна організація зі стандартизації), CEN (Європейський комітет зі стандартизації), IEC (Міжнародна електротехнічна комісія), у CENELEC (Європейський комітет з електротехнічних стандартів) Німеччина представлена Німецькою комісією з електротехніки та електроніки (DKE), що входить до складу DIN.
За даними на 2006 рік налічується близько тридцяти тисяч стандартів DIN, з них понад шістнадцять тисяч видані англійською мовою.
Головний офіс DIN знаходиться в Берліні.

## Історія
DIN був заснований 22 грудня 1917 і спочатку називався Normenausschuss der deutschen Industrie (NADI, нім. Комітет зі стандартизації німецької промисловості).
У 1926 році NADI був перейменований у Deutscher Normenausschuss (DNA, нім. Німецький комітет із стандартизації), щоб підкреслити значимість процедур стандартизації не тільки в промисловості, але у всіх областях.
З 1951 року DIN — член ISO (Міжнародна організація зі стандартизації).
У 1975 році DNA перейменовується у Deutsches Institut für Normung (DIN). У цьому ж році DIN підписує угоду з урядом ФРН, за яким DIN стає національною організацією зі стандартизації, що представляє інтереси Німеччини на міжнародній арені.

## Стандарт DIN
Акронім DIN (часто неправильно розшифровується, як Deutsche Industrienorm — німецький промисловий стандарт) служить для позначення німецьких стандартів. У зв'язку з виходом процесу розробки нормативної документації на міжнародний рівень стали з'являтися стандарти з позначенням DIN EN, DIN EN ISO тощо:
- DIN — * стандарт, який має національне значення або що є попереднім для розробки міжнародного документа. E DIN — це чорновий стандарт,  DIN V — попередній стандарт.
- DIN EN — німецьке видання європейського стандарту, яке без будь-яких змін приймається всіма членами Європейського комітету з стандартизації (CEN) та Європейського електротехнічного комітету зі стандартизації (CENELEC).
- DIN EN ISO — стандарти, спільно розроблені і видані ISO та Європейською комісією з стандартизації (CEN)
- DIN ISO — стандарт ISO, прийнятий як національний без будь-яких змін.
- DIN IEC — стандарт Європейської комісії з електротехніки (IEC), прийнятий в Німеччині як національний без будь-яких змін.

Кожному стандарту DIN присвоюється унікальний номер і найменування. Приклад:DIN 929 «Sechskant-Schweißmuttern»

### Процес розробки стандартів DIN
Будь-яка організація може зробити замовлення на розробку стандарту. У процесі роботи над новим стандартом задіяні як виробничий, так і споживчий сектори, торгові організації, наукові інститути, державні органи, а також контролюючі інститути. Всі ці структури направляють своїх експертів у численні технічні комітети DIN, які в свою чергу утворюють понад 70 нормативних комітетів, розділених по галузях. Співробітники DIN координують процес розробки та здійснюють менеджмент проєкту.
У процесі розробки стандарту експерти ставлять перед собою за мету досягнення єдиної точки зору по всіх позиціях, беручи при цьому до уваги технічні та економічні вимоги. Потім розроблений проєкт стандарту надається для відкритого обговорення. І тільки після остаточного обговорення та погодження по всіх позиціях стандарт може бути затверджений і опублікований.
Зважаючи на стрімкий розвиток сучасної техніки і технології процес розробки стандартів також вимагає постійної модернізації. У певних областях, таких як інформаційні технології, повністю узгоджені стандарти потрібні далеко не завжди. У даній сфері вирішення тих чи інших проблем виробляється часто обмеженим колом зацікавлених компаній. У зв'язку з цим DIN почав займатися розробкою не тільки документації, що має статус стандарту, але й інших документів — так званих загальнодоступних специфікацій. Цей вид діяльності практикується і на міжнародному рівні.